# Ricardo Bascuñán Stonner
Ricardo Bascuñán Stonner (Talca, 5 de mayo de 1893-Santiago, 8 de septiembre de 1971) fue un ingeniero civil, agricultor y político chileno, que se desempeñó como ministro de Estado de su país, durante los gobiernos de tres presidentes: Arturo Alessandri, Juan Antonio Ríos y Gabriel González Videla.

## Familia y estudios
Nació en la ciudad chilena de Talca el 5 de mayo de 1893, hijo de Ricardo Bascuñán Bascuñán y Josefina Stonner Ávalos. Tuvo tres hermanos: Rubén, Jorge —agricultor, quien se dedicó a explotar su fundo "Vega Oriente", ubicado en la comuna de Pitrufquén (de la cual fue también regidor), dedicado a la ganadería, crianza y lechería; fue además, gerente de la Cooperativa Agrícola "Toltén", socio de la Sociedad de Fomento Agrícola de Temuco y del Club Social de Pitrufquén— y Enrique —contador general y comerciante, quien fuera funcionario del Ministerio de Agricultura (Minagri) desde 1937, donde se desempeñó como contador del «Departamento de Arboricultura» por espacio de ocho años. Luego, se dedicó a administrar el fundo "Santa Cristina", en Ovalle, y se incorporó al Instituto de Economía Agrícola (Inecona) y enseguida nuevamente al Minagri, donde ejerció la función de contador jefe del Consejo de Fomento e Investigaciones Agrícolas—.
Realizó sus estudios secundarios en el Liceo de Talca (actual Liceo Abate Molina) y los superiores en la Universidad de Chile, institución desde donde se tituló como ingeniero civil en 1918.
Se casó con Cristina Letelier, con quien tuvo cinco hijos: María Cristina, Cecilia, Ricardo, Carmen y Francisco Javier.

## Carrera profesional y política
Una vez titulado, se dedicó a ejercer su profesión en el sector público, siendo funcionario en dos ocasiones de la Empresa de los Ferrocarriles del Estado (EFE) y, después, se desempeñó como ingeniero de cálculo en la Sociedad Nacional de Buques y Maderas. De igual manera, actuó como ingeniero en la Municipalidad de Santiago, específicamente en la «Dirección de Pavimentación», de la cual asumió luego como su titular. Paralelamente, en el sector privado, trabajó con la firma Salinas y Fabres, Ingenieros.
Desde 1931, por otro lado, estuvo enfocado en labores agrícolas en la comuna de Ovalle, donde explotó el fundo "Santa Cristina", de 3.000 hectáreas, dedicado a la ganadería y lechería. En ese ámbito, fue miembro de la Sociedad Nacional de Agricultura (SNA) y de la Sociedad Agrícola del Norte.
Sin militancia política, con ocasión del segundo gobierno del presidente liberal Arturo Alessandri, en 1933, fue designado como consejero de la Caja de Colonización Agrícola, entidad dependiente del entonces Ministerio de Tierras y Colonización, puesto que dejó tras algunos años para pasar a desempeñarse como director del «Departamento de Subsistencias» del Comisariato General de Subsistencias y Precios, organismo dependiente del Ministerio del Trabajo. Se mantuvo como tal hasta el 26 de mayo de 1937, cuando, bajo la misma administración, fue nombrado como titular del Ministerio de Fomento, cargo que fungió hasta el fin de la misma el 24 de diciembre de 1938.
Posteriormente, en el gobierno del presidente radical Juan Antonio Ríos, el 4 de febrero de 1943, fue designado como titular del reformado Ministerio de Obras Públicas y Vías de Comunicación—en reemplazo del socialista Manuel Hidalgo Plaza—, posición en la que actuó hasta el 6 de octubre de 1944. Al año siguiente, retornó al mundo privado, asumiendo como gerente de la firma The Anglo Chilean Asphalt Company, cesando como tal el 2 de octubre de 1947, en el contexto de la presidencia del también radical Gabriel González Videla, cuando fue nombrado como biministro de Estado en las carteras de Tierras y Colonización y Agricultura; en el primer puesto solo se mantuvo por doce días, mientras que en el segundo hasta el 7 de julio de 1948. A continuación, reasumió la gerencia de dicha empresa anglo-chilena, la cual nuevamente dejó para retornar al poder ejecutivo, esta vez el 29 de julio de 1952, bajo la gestión del mismo mandatario, cuando fue nombrado por tercera vez como titular de la repartición encargada de planificar y construir infraestructura pública, responsabilidad que cumplió hasta el 3 de noviembre del mismo año, cuando finalizó la presidencia.
Entre otras actividades, fue miembro del Instituto de Ingenieros de Chile, y autor del libro Normas técnicas para obras de pavimentación. Falleció en Santiago de Chile el 8 de septiembre de 1971, a los 78 años.